# Nyergesújfalu
Nyergesújfalu (in tedesco Neudorf) è una città di 7 649 abitanti situata nella contea di Komárom-Esztergom, nell'Ungheria settentrionale.

## Amministrazione

### Gemellaggi
Nyergesújfalu è gemellata con:
- Neu Wulmstorf, Germania
- Karlsdorf-Neuthard, Germania